# Я прокинувся рано в день моєї смерті
«Я прокинувся рано в день моєї смерті» (англ. I Woke Up Early the Day I Died) — комедійний трилер Еріса Іліонулоса, відзнятий за нереалізованим сценарієм Еда Вуда.

## Сюжет
Головний герой стрічки — Злодій (Біллі Зейн), злочинець-рецидивіст, який є крайньо неадекватним та психічно нездоровим, тікає з психіатричної лікарні, здійснює злочини, грабує банк, втрачає викрадені гроші, оскільки він є неадекватним та нерозумним, береться за пошук втрачених грошей, здійснюючи нові злочини.
Прикметним є той факт, що в фільмі нема нормальних діалогів, замість цього фільм сповнено музикою та звуками, що в принципі не робить фільм незрозумілим.

## В ролях
- Біллі Зейн — Злодій
- Рон Перлман — Наглядач на цвинтарі
- Тіппі Хедрен — Мелінда Астед
- Майкл Ґрін — Том Гарріс
- Крістіна Річчі — юна повія
- Роберта Генлі — домогосподарка
- Ендрю МакКарті — коп
- Вілл Паттон — священник
- Карен Блек — жінка з нагайкою
- Карел Стрьойкен — трунар
- Ніколет Шерідан — бальна танцівниця

## Нагороди та номінації

### Номінації
- 1999 — Премія «Prix Vision»
  - Майкл Барроу
- 2000 — Премія B-Movie Award
  - Найкращий актор — Біллі Зейн
  - Найкращий фільм
  - Найкраща роль другого плану — Крістіна Річчі
  - Найкраща операторська робота — Майкл Барроу
  - Найкращий режисер — Еріс Іліопулос
  - Найкращі декорації — Мая Джаван

## Цікаві факти
- В фільмі практично відсутні діалоги, але присутній закадровий голос.
- Це другий фільм Рона Перлмана, в якому відсутні діалоги. Першим був Боротьба за вогонь.
- Останній фільм за участі Вампіри.